# دانیلا شریبر
دانیلا شریبر (به انگلیسی: Daniela Schreiber) (زادهٔ ۲۶ ژوئن ۱۹۸۹) شناگر اهل آلمان است.